# Фрапучино
Фрапучино (англ. frappuccino) — холодний кавовий напій, що продається в світовій мережі кав'ярень Starbucks. Назву «фрапучино» отримано шляхом додавання слів фрапе (французький термін, що означає густий молочний коктейль з морозивом) і капучино.
Вперше напій під такою назвою почав продаватися в мережі кав'ярень «The Coffee Connection» в штаті Массачусетс. У 1994 році ця мережа була поглинена мережею Starbucks, яка запозичила назву напою для розробленого ними продукту, що потрапив в лінійку з 1995 року. З 2010 року випускається у тому числі варіант напою на основі соєвого молока для веганів.